# センター・オブ・ジ・アース ワールド・エンド
『センター・オブ・ジ・アース ワールド・エンド』（原題: Journey to the center of the earth）は、アメリカ合衆国の映画。原作はジュール・ヴェルヌの『地底旅行』。

## キャスト
※括弧内は日本語吹き替え
- ジョー - グレッグ・エヴィガン（桐本琢也）
- クリスティン - ジェニファー・ドロジ（山田みほ）
- エミリー - ディディ・ファイファー（山像かおり）
- ジェンセン - ヴァネッサ・リー・エヴィガン（大坂史子）
- グレチェン - キャロライン・アトウッド（いのこざゆき）
- ケイス - サラ・トムコ（川名真知子）
- フリーボーン - ダミエン・パックラー（古宮吾一）